# Jean-Pierre de Casamajor de Charritte
Jean-Pierre de Casamajor de Charritte (Charrite) (* 1658; † 17. Oktober 1723 in Cap-Français, Saint-Domingue) war ein französischer Seeoffizier und Kolonialadministrator, der unter anderem zwischen 1705 und 1707 sowie erneut von 1710 bis 1711 Gouverneur von Saint-Domingue war. Er fungierte ferner zwischen 1711 und 1716 als Gouverneur von Martinique.

## Leben
Jean-Pierre de Casamajor de Charritte stammte aus einer Familie aus Béarn und war der Sohn von Isaac de Charritte und Marie de Maytie, die 1645 geheiratet hatten. 1683 trat er als Garde de la Marine in die Königliche Marine (Marine royale française) ein und nahm in den folgenden Jahren an Kampfhandlungen im heutigen Kanada, an den Küsten Afrikas sowie den Inseln über dem Winde, dem nördlichen Teil der Kleinen Antillen teil. Nach seiner Beförderung zum Leutnant zur See (Enseigne de Vaisseau) wurde er 1689 Kommandant der Île d’Yeu, eine im Atlantik 20 Kilometer vor der westfranzösischen Festlandsküste liegende Insel. Am 1. Juni 1693 wurde er zum Kapitänleutnant (Lieutenant de Vaisseau) befördert und ging 1694 an Bord der Fregatte Le Lutin, um an einer Begleitkreuzfahrt zur Île de Groix teilzunehmen, eine Atlantikinsel vor der Bretagne. 1697 wurde er zur Fregatte Pressante versetzt, mit der er einen Konvoi von La Rochelle nach Bordeaux eskortierte. Dieser Begleitzug wurde von einem Kapereischiff aus Vlissingen und zwei spanischen Korvetten angegriffen, wobei er während eines harten siegreichen Kampfes an der Schulter und im Kiefer durch eine Musketenentladung verwundet wurde. Daraufhin wurde ihm eine Rente von 500 Livres aus der Staatskasse zugesprochen. Für seine Verdienste wurde ihm 1698 das Ritterkreuz des Königlichen und Militärischen Ordens vom Heiligen Ludwig (Ordre royal et militaire de Saint-Louis) verliehen und er zum Königlichen Vertreter (Lieutenant de Roi) von Saint Croix ernannt, einer Insel der Kleinen Antillen, die heute zu den Amerikanischen Jungferninseln gehört.
Nach dem Tode von Charles Auger am 13. Februar 1705 wurde Kapitänleutnant Charritte am 13. Oktober 1705 kommissarischer Gouverneur von Saint-Domingue und bekleidete dieses Amt bis zu seiner Ablösung durch François-Joseph de Choiseul-Beaupré am 28. Dezember 1707. Daneben wurde er 1706 auch zum Gouverneur von Cap-Français ernannt, der Hauptstadt der Kolonie Saint-Domingue. Als Nachfolger von François-Joseph de Choiseul-Beaupré übernahm er dort 1710 erneut den Posten als Gouverneur von Saint-Domingue und bekleidete diesen bis zum 7. Februar 1711, woraufhin Laurent de Valernod ihn ablöste. Im selben Jahr wurde er zum Generalgouverneur der Isles du Vent ernannt, um Nicolas de Gabaret abzulösen. Er lehnte den Posten jedoch ab, möglicherweise motiviert durch den Schutz seiner Interessen auf der Insel, einem großen Besitz an Zuckerrohrplantagen, insbesondere im Distrikt Morin und in Petite Anse.
Stattdessen übernahm Jean-Pierre de Casamajor de Charritte von Nicolas de Gabaret 1711 den Posten als Gouverneur von Martinique und bekleidete diesen formell bis zu seiner Ablösung durch Abraham Duquesne-Guitton 1716. Nachdem 1713 eine Expedition in den spanischen Teil von Hispaniola gescheitert war, wurde er zum Rapport nach Paris zurückbeordert. Nach seiner Rückkehr am 28. Juni 1716 wurde er als Lieutenant zum Vize-Generalgouverneur von Saint-Domingue ernannt. Dieses Amt hatte er bis zu seinem Tode am 17. Oktober 1723 inne.
Aus seiner am 28. Dezember 1698 in Cap-Français geschlossenen Ehe mit Louise de La Doubard de Beaumanoir gingen drei Kinder hervor. Einer seiner Enkel, Louis Comte de Charrite, trat 1749 in die Königliche Marine ein, erhielt 1773 ebenfalls das Ritterkreuz des Ordre royal et militaire de Saint-Louis und wurde 1784 Chef d’escadre.